# Províncias da Bulgária
Desde 1999, a Bulgária está dividida em 28 províncias em búlgaro:  области, óblasti; singular област, óblast, também traduzido como "região", que correspondem aproximadamente aos 28 okrugs (distritos) que existiam antes de 1987. De 1987 até 1999, sob a administração comunista de Todor Zhivkov, o okrugs foram consolidados em nove maiores óblasts.
Cada óblast é nomeado após a sua capital. No caso da Província de Sófia e da Província da cidade de Sófia, a cidade de Sófia é a capital de ambas, porém, o seu território está incluído apenas na Província da cidade de Sófia.
As províncias estão ainda subdivididas em 260 municípios (община, obshtina).
| Província      | População (2005) | Crescimento populacional (2004/2005) | Área de terra (km²) | Densidade populacional (hab./km²) | Municípios |
| -------------- | ---------------- | ------------------------------------ | ------------------- | --------------------------------- | ---------- |
| Blagoevgrad    | 334.907          | -0,8%                                | 6.478               | 51,70                             | 14         |
| Burgas         | 418.925          | -0,2%                                | 7.618               | 55,00                             | 13         |
| Dobrich        | 206.893          | -0,8%                                | 4.700               | 44,02                             | 8          |
| Gabrivo        | 135.780          | -1,2%                                | 2.053               | 66,96                             | 4          |
| Haskovo        | 268.335          | -0,7%                                | 4.033               | 66,53                             | 11         |
| Kardzhali      | 159.878          | -0,7%                                | 4.032               | 39,65                             | 6          |
| Kyustendil     | 154.468          | -1,2%                                | 3.027               | 51,03                             | 9          |
| Lovech         | 159.214          | -1,3%                                | 4.134               | 38,99                             | 8          |
| Montana        | 166.775          | -2,0%                                | 3.595               | 47,35                             | 11         |
| Pazardzhik     | 300.092          | -1,0%                                | 4.393               | 68,31                             | 11         |
| Pernik         | 142.251          | -1,3%                                | 2.377               | 59,84                             | 6          |
| Pleven         | 305.025          | -1,5%                                | 4.216               | 73,64                             | 11         |
| Plovdiv        | 707.570          | -0,2%                                | 5.973               | 118                               | 18         |
| Razgrad        | 140.743          | -1,0%                                | 2.648               | 53,15                             | 7          |
| Ruse           | 256.835          | -0,7%                                | 2.616               | 99,07                             | 8          |
| Shumen         | 199.577          | -0,6%                                | 3.365               | 59,31                             | 10         |
| Silistra       | 135.701          | -1,3%                                | 2.862               | 47,41                             | 7          |
| Sliven         | 211.005          | -1,0%                                | 3.646               | 47,41                             | 4          |
| Smolyan        | 133.015          | -1,5%                                | 3.532               | 37,66                             | 10         |
| Sófia (cidade) | 1.231.622        | +1,0%                                | 1.349               | 913                               | 24         |
| Sófia          | 262,032          | -1,1%                                | 7.277               | 36.01                             | 22         |
| Stara Zagora   | 362.090          | -0,5%                                | 4.959               | 73,02                             | 11         |
| Targovishte    | 136.806          | -1,0%                                | 2.735               | 50,02                             | 5          |
| Varna          | 457.922          | -0,1%                                | 3.819               | 120                               | 12         |
| Veliko Tarnovo | 283.599          | -0,5%                                | 4.684               | 60,99                             | 10         |
| Vidin          | 117.809          | -2,0%                                | 3.071               | 39,11                             | 11         |
| Vratsa         | 209.124          | -1,7%                                | 4.098               | 51,89                             | 10         |
| Yambol         | 147.906          | -1,1%                                | 4.209               | 35,14                             | 5          |

## História
Em 1987, os vinte e oito okrugs foram transformados em nove grandes óblasts. Em 1999, os antigos okrugs foram restaurados, mas o nome "óblast" foi mantido. Os nove grandes óblasts estão listados abaixo, juntamente com os antigos okrugs ou atuais óblasts:

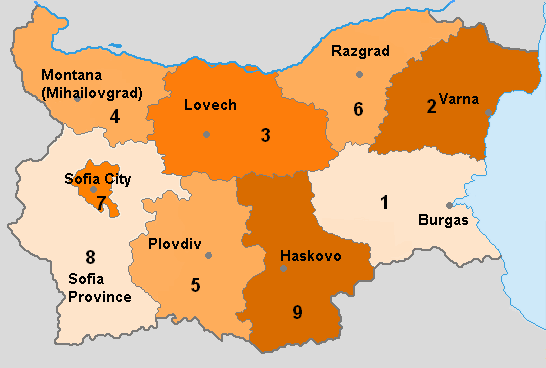
Províncias da Bulgária de 1987 a 1998

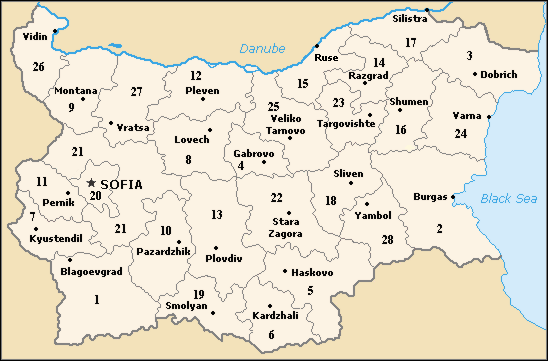
Províncias da Bulgária

| 1987-1999 oblasts | Compreendendo                           |
| ----------------- | --------------------------------------- |
| Burgas            | Burgas, Sliven, Yambol                  |
| Haskovo           | Haskovo, Kardzhali, Stara Zagora        |
| Lovech            | Gabrovo, Lovech, Pleven, Veliko Tarnovo |
| Montana           | Montana, Vidin, Vratsa                  |
| Plovdiv           | Pazardzhik, Plovdiv, Smolyan            |
| Razgrad           | Razgrad, Ruse, Silistra, Targovishte    |
| Sofia             | Sofia City                              |
| Sofia             | Blagoevgrad, Kyustendil, Pernik, Sofia  |
| Varna             | Dobrich, Shumen, Varna                  |